# L'assoluto naturale
L'assoluto naturale è un film del 1969 diretto da Mauro Bolognini, basato sulla pièce teatrale omonima di Goffredo Parise, scritta nel 1963.

## Trama
Peter, un giovane fotografo inglese in vacanza in Italia, incontra casualmente Ella, un'avvenente signora borghese. I due decidono di partire insieme e, già alla prima sosta del loro viaggio, per un guasto in autostrada, il loro incontro sfocia in un rapporto fisico. Nonostante l'ottima intesa sessuale, la loro relazione diventa però progressivamente più difficile: Peter, romantico intellettuale, sogna l'amore come sentimento "assoluto", come unione perfetta di corpo e spirito; Ella invece vede l'amore esclusivamente come piacere carnale fine a sé stesso. Per far cambiare opinione all'uomo, Ella cerca di fargli un dispetto concedendosi a due meccanici, col solo effetto di farlo ingelosire, o distrugge con disprezzo un suo romantico manoscritto o, ancora, gli fa osservare l'accoppiamento fra i bachi da seta e lo invita ad andare con lei in visita alle donne della sua famiglia. Tutti questi tentativi non fanno altro che convincere Peter che lui e la donna sono del tutto incompatibili: resosi conto che la relazione è finita, egli si avvia infine per la sua strada meditando il suicidio. Coerente con sé stessa, Ella lo investe con la propria auto.